# Rivalidad futbolística entre Ecuador y Perú
La rivalidad futbolística entre Ecuador y Perú, es el enfrentamiento de las selecciones de fútbol de Ecuador y Perú, una rivalidad que han compartido durante muchos años. La Confederación Sudamericana de Fútbol (Conmebol) le ha definido como un «clásico apasionante». Esta rivalidad también se ha extendido en el plano internacional donde ha sido catalogada como «exitoso Desafío Latino». Esta rivalidad futbolística es conocida como «Duelo del Cenepa» o «Clásico del Cenepa», en relación con una disputa territorial ocurrida entre ambas naciones en la década de 1990 conocida como Guerra del Cenepa. Este conflicto bélico se trasladó al panorama futbolístico y remarcó la rivalidad entre ambos países.
En lo que respecta a Ecuador, gran parte de la prensa especializada, seguidores y fanáticos de la selección consideran el partido ante el combinado de Perú como un «clásico», un partido de gran trascendencia.
Ecuador y Perú se enfrentaron por primera vez hace más de 80 años. Desde entonces, ambas selecciones disputaron más de 50 juegos, de ellos, 20 en el siglo XXI. Ecuador y Perú forman parte de las selecciones sudamericanas y cuya rivalidad futbolística se ha intensificado con el transcurrir de los años. Históricamente, ambos países también han suscitado problemas extra-futbolísticos, muchos de ellos marcados por problemas territoriales, dando como resultado varios conflictos armados. Durante cierto tiempo, los partidos entre ambas selecciones «estuvieron cargados de matices sociales y políticos».
El primer encuentro entre ambas selecciones se dio en los Juegos Bolivarianos de 1938, cuando Perú ganó por un marcador de 9:1, siendo de esta manera «el mejor resultado de su historia». En ese partido el peruano Jorge Alcalde anotó en cuatro ocasiones, siendo el goleador del encuentro. La rivalidad se extendió hasta el Campeonato Sudamericano 1939 (conocido anteriormente como Campeonato Sudamericano de Selecciones), donde disputaron el primer partido oficial del campeonato más antiguo del mundo a nivel de selecciones. Nuevamente el resultado fue favorable para la selección Blanquirroja al imponerse 5:2 en el  Estadio Nacional de Lima ante 10 000 espectadores.
El 20 de febrero de 1977 disputaron su primer encuentro por eliminatorias, en la clasificación de Conmebol para la Copa Mundial de Fútbol de 1978, partido que terminó en igualdad. El mejor resultado del equipo ecuatoriano fue en un partido amistoso celebrado el 22 de junio de 1975 en el Estadio Olímpico Atahualpa, cuando vencieron por 6:0.
En cuanto a títulos, la selección peruana atesora dos campeonatos de Copa América y seis medallas de oro en los Juegos Bolivarianos. La selección de Ecuador no ha conseguido títulos organizados por Conmebol, aunque sí ha logrado dos medallas de oro en los mencionados Juegos Bolivarianos.

## Historial

### Encuentros totales de selección
- Datos actualizados hasta junio de 2025.[1][17]

| Equipo  | PJ | PG | %     | PE | %     | GF |
| ------- | -- | -- | ----- | -- | ----- | -- |
| Ecuador | 54 | 17 | 31.48 | 16 | 29.63 | 69 |
| Perú    | 54 | 21 | 38.89 | 16 | 29.63 | 81 |

### Encuentros enClasificatorias mundialistas
| Equipo  | PJ | PG | %     | PE | %     | GF |
| ------- | -- | -- | ----- | -- | ----- | -- |
| Ecuador | 18 | 7  | 38.89 | 6  | 27.78 | 26 |
| Perú    | 18 | 5  | 27.78 | 6  | 27.78 | 21 |

### Encuentros enCopa América
| Equipo  | PJ | PG | %     | PE | %     | GF |
| ------- | -- | -- | ----- | -- | ----- | -- |
| Ecuador | 13 | 1  | 7.69  | 4  | 30.77 | 14 |
| Perú    | 13 | 8  | 61.54 | 4  | 30.77 | 30 |

### Encuentrosamistosos
| Equipo  | PJ | PG | %     | PE | %     | GF |
| ------- | -- | -- | ----- | -- | ----- | -- |
| Ecuador | 23 | 9  | 39.13 | 6  | 26.09 | 29 |
| Perú    | 23 | 8  | 34.78 | 6  | 26.09 | 30 |